# República de Guriana
La República Guriana  era una comunitat insurgent que va existir entre 1902 i 1906 a la regió de Georgia occidental de Guria (coneguda aleshores com Ozurget Uyezd) a l'Imperi Rus. Va sorgir d’una revolta sobre els drets de pasturatge de terres el 1902. Diverses qüestions de les dècades anteriors que van afectar la població camperola, incloses la fiscalitat, la propietat de la terra i factors econòmics, també van propiciar el començament de la insurrecció. La revolta va guanyar força a través dels esforços dels socialdemòcrates georgians, malgrat algunes reserves del seu partit sobre el suport a un moviment camperol, i va créixer encara més durant la revolució russa de 1905.

Fronteres modernes de Guria a Geòrgia